# Amagá (kommun)
Amagá är en kommun i Colombia.   Den ligger i departementet Antioquía, i den centrala delen av landet, 240 km nordväst om huvudstaden Bogotá. Antalet invånare är 27 155.